# Escuela de diseño industrial de Chicago
La Escuela de diseño industrial de Chicago (The Institute of Design (ID) en idioma inglés) fue una institución creada en 1937, conocida entonces como New Bauhaus. Fue la primera escuela de diseño industrial en Estados Unidos. La Asociación de Artes e Industrias de Chicago veía la necesidad de fundar una escuela de este tipo, y buscó como director al húngaro László Moholy-Nagy, recomendado por Walter Gropius.

## Historia
Moholy-Nagy basó el programa de estudios en la Bauhaus, pero con más inclinación al diseño industrial. Inició los cursos con 35 alumnos. Pero antes de un año la institución quebró, se le retiró el subsidio y los cursos se cerraron. Ese mismo año Moholy-Nagy decidió aventurarse y reabrir la escuela con sus propios recursos y los de algunos amigos, rebautizó la escuela como la School of Design (Escuela de Diseño), en la cual ingresaron 28 alumnos.
Esta institución contó con profesores como György Kepes, Robert Jay Wolff y Andi Schlitz. Muy pronto los alumnos desarrollaron una gran cantidad de proyectos que los llevaron a obtener 17 patentes en sólo dos años. Ganaron varios premios en concursos nacionales de textiles, carteles e ideas para displays. Debido a esto, la escuela recibió apoyo económico de la Fundación Rockefeller y la Carnegie Corporation.
En 1944 se integró en el Instituto Tecnológico de Illinois.